# إدارة وحدات مكافحة الإرهاب (تونس)
إدارة وحدات مكافحة الإرهاب هو هيكل عملياتي في تونس يقود ثلاثة وحدات تدخل تابعة للشرطة التونسية، ومهمتها مكافحة الإرهاب والتهديدات المسلحة. تم إنشاؤها في أغسطس 2007.

## التاريخ
بعد الفشل الذريع لعملية التدخل التي قامت بها الشرطة التونسية عند حادثة سليمان في 2007 ضد الجماعة السلفية للدعوة والقتال، طرأت إصلاحات وتغييرات في وزارة الداخلية التونسية.

تم دمج كل من وحدة القوات الخاصة للأمن الوطني ووحدة التدخل السريع للأمن الوطني لإنشاء الفوج الوطني للتدخل السريع.

ومن ناحية أخرى، مهندسي ومختصي المتفجرات ومفكيكيها التابعين لفرقة مجابهة الإرهاب، تم فصلهم وإنشاء وحدة مستقلة بذاتها لهم وهي الفوج الوطني للمتفجرات.

قامت هذه الوحدات الثلاثة بإنشاء وحدة قيادة مركزية لدى الإدارة العامة لوحدات التدخل التابعة للأمن الوطني وهي إدارة وحدات مكافحة الإرهاب.

## الهيكلة والمهام
إدارة وحدات مكافحة الإرهاب تنسق وتقود وحدات التدخل التالية:
- فرقة مجابهة الإرهاب (BAT): وحدة وطنية خاصة تابعة للأمن الوطني.
- الفوج الوطني للتدخل السريع (BNIR): وحدة تدخل جهوية خاصة من الكوموندوس تابعة للأمن الوطني.
- الفوج الوطني للمتفجرات (BNDNE): وحدة تدخل خاصة لتفكيك المتفجرات.

## القادة
- 2007 - 2011: العقيد المنصف كريفة.
- 2011 - 2013: العقيد سمير الترهوني.
- 2013 - الآن: العقيد سامي معاوية.